# 瞿曇悉達
瞿曇悉達（羅馬化：Gautama Siddha）是8世紀中国唐代的印度裔占星術者，瞿昙罗之子。

## 生平
出生于長安（現西安），据1977年在西安市長安縣北田村发掘的瞿曇撰墓志銘，從而得知瞿曇家族自瞿曇悉達本人及其往上兩代）「世为京兆人」，即从瞿昙撰高祖开始已经在中国生活。
在唐玄宗掌政時期，从事皇家天文占星工作，与僧一行齐名。開元年間曾主持编纂占星術書《開元占經》一百二十卷，整理中国很多有关占星术、天文学的资料，为为唐代天文学的发展做出了贡献。天宝年间，官至司天鉴、太史監。《開元占經》中包含了印度天文历书（Siddhanta）九曜的汉译本《九執曆》，其中並引述不少現已失傳之中國早年恆星觀測資料。他于公元718年将印度数字“〇”（零）引入中国，以此来代替算筹
。

## 外部參考
- 白寿彝、高敏、安作璋. . 上海: 上海人民出版社. 1989: 2,009–2,011. ISBN 7-208-04997-1.
- 石雲里. . 沈陽: 遼寧教育出版社. 1996: 74─76. ISBN 7-5382-3701-1.

## 脚注
1. ↑  Qian, Baocong, , 北京: 科學出版社, 1964
2. ↑  Wáng, Qīngxiáng, , 東京: 東洋書店, 1999, ISBN 4-88595-226-3

1. ↑  其和釋迦牟尼佛同姓氏，即“瞿昙”，又譯作“喬達摩”，而瞿曇悉達的名字悉達也與釋迦牟尼佛的名字悉達多相似，注意莫混淆